# Agvan Dorzhiev
Agvan Dorzhiev también Agvan Dorjiev or Dorjieff o Agvaandorj (1853–1938), fue un monje nacido en Rusia de la escuela Gelug de budismo tibetano, a veces llamado Tsenyi Khenpo por su título académico. Fue conocido popularmente como el Sokpo Tsеnshab Ngawang Lobsang (literalmente Tsenshab Ngavang Lobsang de Mongolia) por los tibetanos.
Era un Khory Buriato nacido en la aldea de Khara-Shibir, no lejos de Ulán-Udé, al este del lago Baikal.
Fue socio de estudio y un estrecho colaborador del 13º Dalai Lama Thubten Gyatso, ministro de su gobierno, y su vínculo diplomático con el Imperio ruso. Entre los tibetanos se ganó un estatus legendario, al tiempo que aumentaba la ansiedad del Imperio británico por la presencia rusa en el Tíbet en la fase final del Gran Juego. También es recordado por construir el templo budista de San Petersburgo en 1909 y por firmar el Tratado de amistad y alianza entre el gobierno de Mongolia y el Tíbet en 1913.

## Estudios budistas en el Tíbet

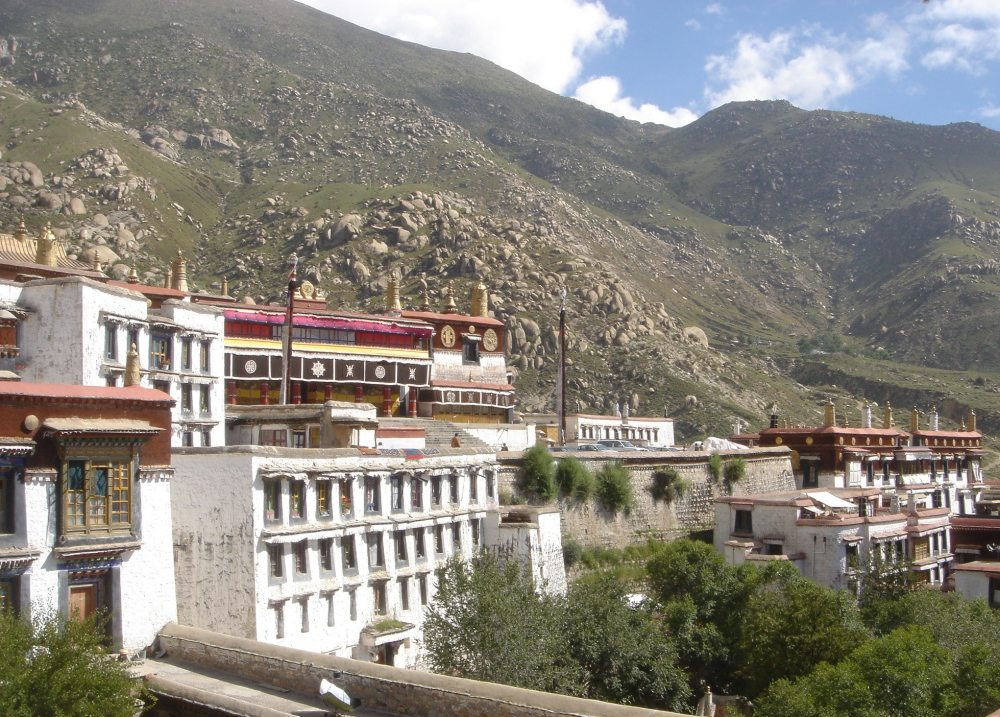
Monasterio de Drepung

Dejó su casa en 1873 a los diecinueve años para estudiar en el Colegio Gomang de la universidad monástica Gelug del Monasterio de Drepung, cerca de Lhasa, el monasterio más grande del Tíbet; Freddie Spencer Chapman informó, después de su viaje de 1936-1937 al Tíbet, que Drepung era en ese momento el monasterio más grande del mundo y albergaba a 7,700 monjes, «incluso a veces hasta 10,000 monjes». Habiendo completado con éxito el curso tradicional de estudios religiosos, comenzó el grado académico budista de Gueshey Lharampa (el nivel más alto de «Doctorado en Filosofía Budista»). Continuó sus estudios y, a mediados de la década de 1880, después de 15 años de estudio, obtuvo el título de Tsanit Khenpo ("Tsanid-Hambo"), que se traduce más o menos como «Maestro de Filosofía Budista» o «Profesor de Metafísica Budista».

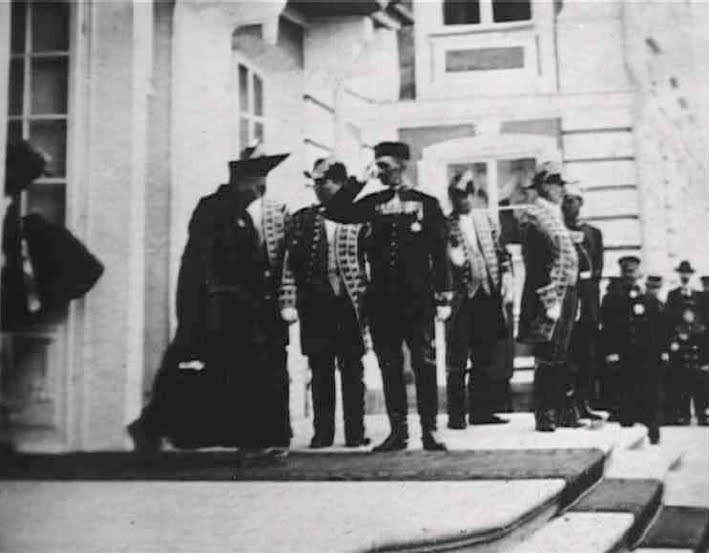
Agvan Dorzhiev saliendo del Gran Palacio de Petersburgo después de su audiencia con el Zar, 23 de junio de 1901 (Andrey Terentiev Collection).

Se convirtió en uno de los maestros del 13º  Dalai Lama, un «compañero de debate» y un consejero espiritual, y conservó este papel hasta por lo menos finales de la década de 1910. Probablemente también contribuyó a salvar la vida del joven Dalai Lama de las intrigas de la corte de Lhasa, y a lo largo de los años desarrollaron una relación muy estrecha y duradera.

Un hombre en particular debía desempeñar un papel importante en la construcción de las comunicaciones entre Lhasa y el zar ruso. Se trataba de Tsanzhab Ngawang Lobzang, un monje mongol que se había graduado con altos honores de los Departamentos Gomang del Monasterio Drepung, y que era uno de los siete instructores dialécticos o Tsanzhabs del Dalai Lama. Popularmente conocido por los tibetanos como Tsennyi Khenpo, o «Maestro de la dialéctica», se hizo famoso tanto entre los británicos como entre los rusos por el simple nombre de Dorjieff (del tibetano Dorjey). Nacido en la región de Buriyata, en los territorios mongoles, que en los últimos tiempos había sido adquirida por el Zar, Dorjieff era por tanto ciudadano ruso.

## Enviado del Dalai Lama
En 1896, el zar, Nicolás II de Rusia, le dio a Agvan Dorzhiev un reloj monograma por los servicios que había prestado a los agentes rusos de Badmayev en Lhasa.
A principios de 1898 Dorzhiev fue a San Petersburgo «para conseguir suscripciones para su colegio monástico» y se hizo amigo del príncipe Esper Ukhtomsky, gentilhombre del zar y orientalista. Durante su estancia Dorzhiev fue presentado al zar. Antes de regresar a Lhasa, se fue a París y posiblemente a Londres .
En la década de 1890, Dorzhiev había comenzado a difundir la historia de que Rusia era la tierra mítica de Shambala hacia el norte; que su zar podría ser el que salvara el budismo y que el zar blanco era una emanación de Tara blanco, lo que suscitaba esperanzas de que apoyaría al Tíbet y su religión. Dorzhiev había sugerido a los tibetanos que Rusia parecía estar abrazando las ideas budistas desde sus recientes avances en Mongolia y podría ser un equilibrio útil para las intrigas británicas. En la primavera de 1900 Dorzhiev regresó a Rusia con otros seis representantes de Thubten Gyatso (nacido el 12 de febrero de 1876; muerto el 17 de diciembre de 1933), el 13º Dalai Lama del Tíbet. Viajaron a través de la India y se encontraron con el Zar en el Palacio de Livadia en Crimea.«Cuando regresaron, trajeron a Lhasa un suministro de armas y municiones rusas como un magnífico conjunto de túnicas episcopales rusas como regalo personal para el Dalai Lama».
En 1901, Thubten Chökyi Nyima, el noveno Panchen Lama (1883-1937), fue visitado por Agvan Dorzhiev. Aunque Dorzhiev únicamente permaneció dos días en Tashilhunpo, recibió algunas enseñanzas secretas del Panchen Lama, así como lecturas de la «Oración de Shambala», escrita por Lobsang Palden Yeshe, el Sexto (o Tercero) Panchen Lama, sobre el reino budista de Shambhala, que fueron de gran importancia para que Dorzhiev desarrollara su comprensión del Kalachakra, («Rueda del Tiempo»), enseñanzas vajrayana. Choekyi Nyima también hizo regalos a Dorzhiev, incluyendo algunas estatuas doradas.

## Sospechas británicas

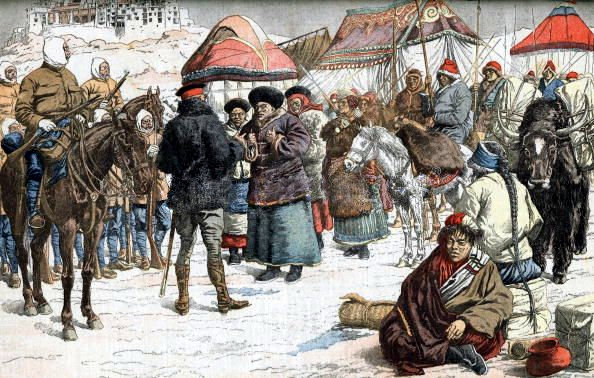
Negociaciones entre militares británicos y tibetanos en la invasión británica del Tíbet durante 1903-1904.

En 1903, George Curzon, Virrey de la India y Francis Younghusband se convencieron erróneamente de que Rusia y el Tíbet habían firmado tratados secretos que amenazaban la seguridad de los intereses británicos en la India y sospechaban que Dorzhiev estaba trabajando para el gobierno ruso. Agravado por la naturaleza cerrada del Tíbet en ese momento, el temor de que Rusia arrastrara al Tíbet al Gran Juego para controlar las rutas a través de Asia fue una razón para la invasión británica del Tíbet durante 1903-1904.

"Obviamente", dijo el [decimocuarto] Dalai Lama Tenzin Gyatso, "el decimotercer Dalai Lama (Thubten Gyatso) tenía un gran deseo de establecer relaciones con Rusia, y también creo que al principio era un poco escéptico hacia Inglaterra. Luego estaba Dorjiev. Para los ingleses era un espía, pero en realidad era un buen erudito y un monje budista sincero que tenía gran devoción por el decimotercer Dalai Lama".

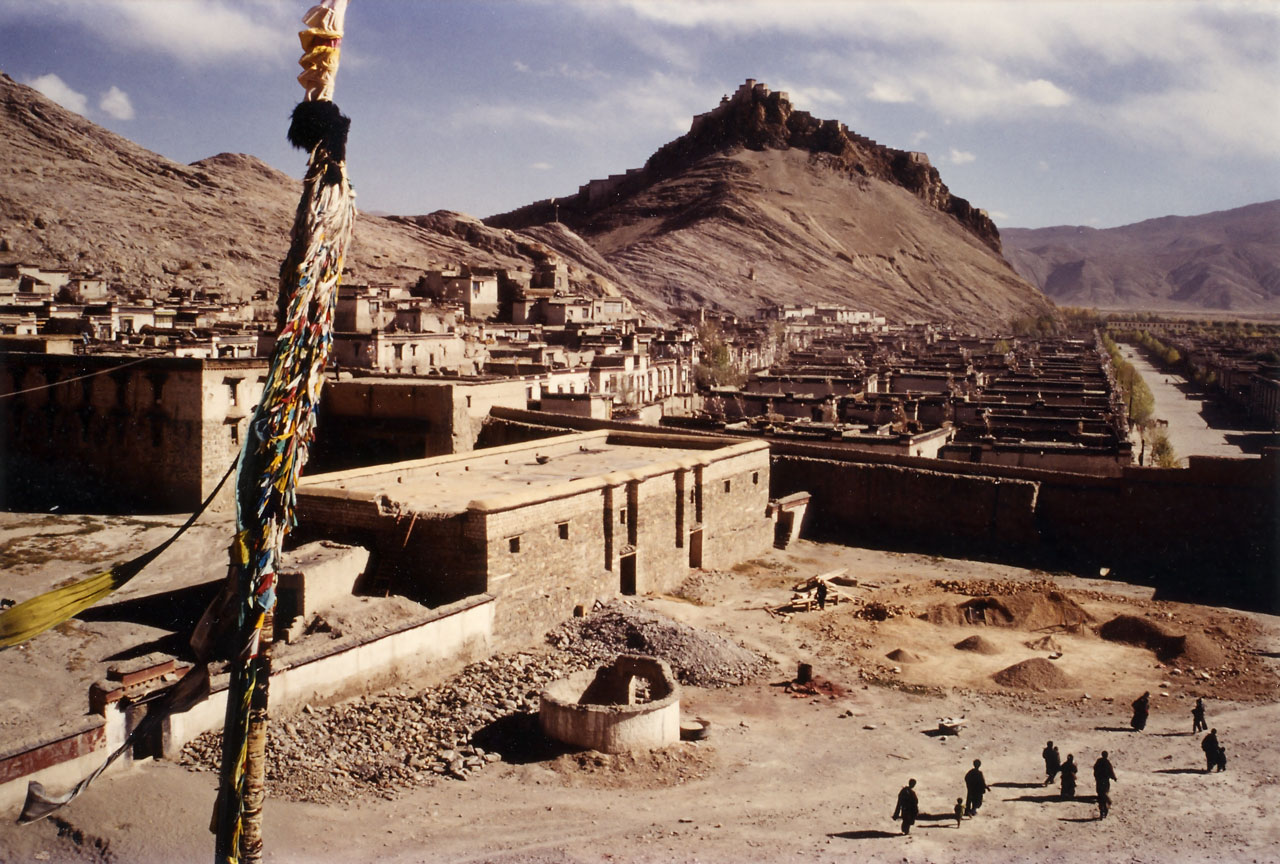
Gyantse y el fuerte en el plano del fondo.

A principios de 1904, Dorzhiev convenció al Dalai Lama para que huyera a Ulán Bator en Mongolia, a unos 2.500 kilómetros al norte de Lhasa, donde el Dalai Lama pasó más de un año dando enseñanzas a los mongoles.
También se rumoreaba que Dorjiev estaba a cargo del arsenal de Lhasa y que dirigía operaciones militares desde el fuerte de Gyantse. Finalmente, pareció que estos rumores eran falsos y no hay pruebas que sugieran que Dorjiev fuera entonces un agente del zar, a pesar de que había sido enviado repetidamente como embajador del Dalai Lama y del Tíbet, para tratar de obtener el apoyo de la nobleza rusa.

## Los 'Zares Blancos' como encarnaciones de Tara Blanca
Desde los días de Catalina la Grande (1729-1796), los gobernantes de Romanov habían sido considerados por los lamaístas rusos como la encarnación de Tara Blanca, un bodhisattva femenino típicamente asociado con la práctica tántrica budista y considerado una emanación de Avalokiteshvara (el bodhisattva que encarna la compasión de todos los Budas), y la protectora del pueblo tibetano. En 1913 se celebraron las grandes celebraciones del 300º aniversario de la dinastía Romanov. Dorzhiev dio discursos agradeciendo al zar por su apoyo esencial a la comunidad budista de San Petersburgo. Un lama llamado Ulyanov publicó un libro ese mismo año intentando probar que los Romanov eran descendientes directos de Sucandra, un legendario rey de Shambala.

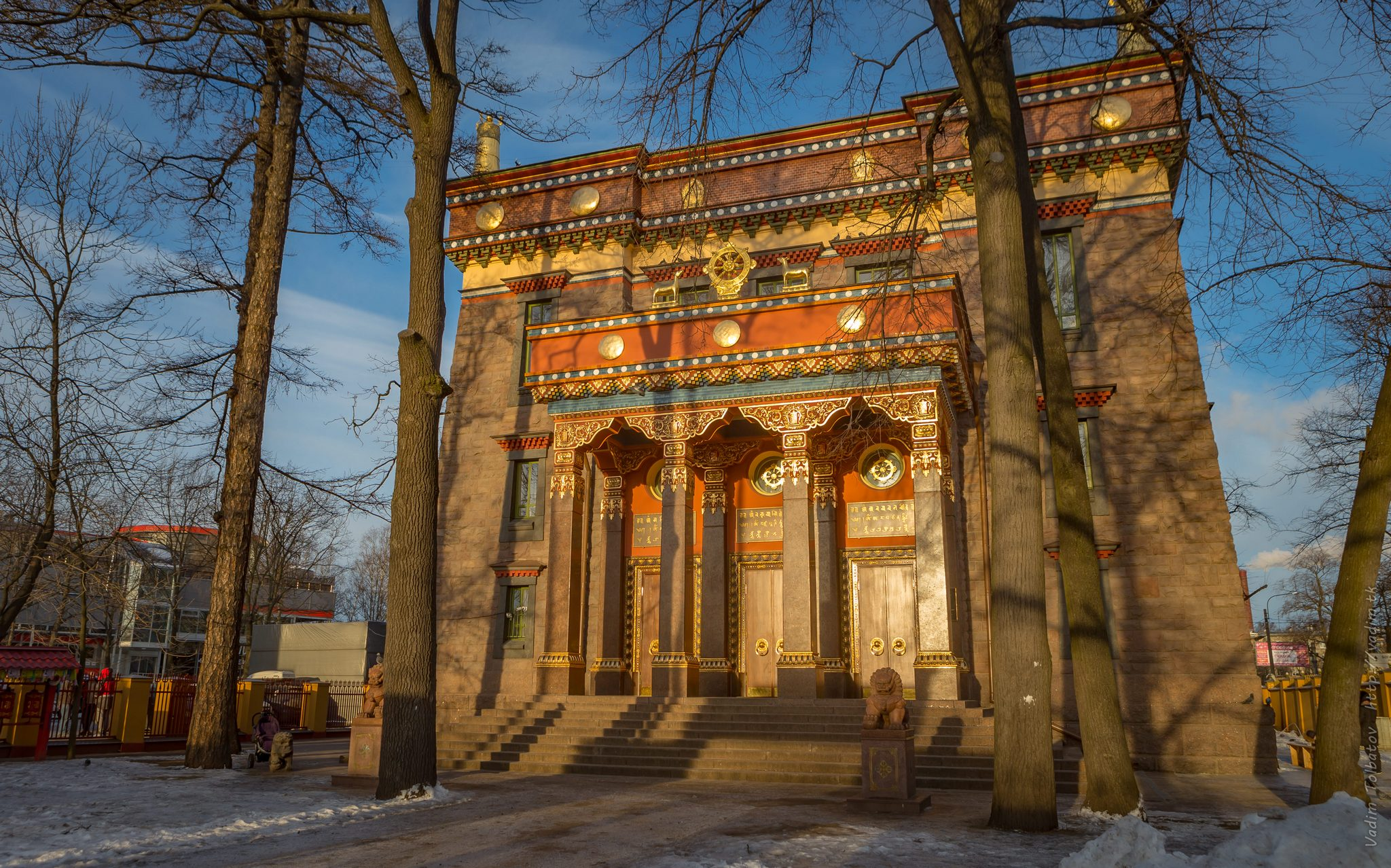
El templo budista en San Petersburgo.

El monje japonés Ekai Kawaguchi viajó al Tíbet del 4 de julio de 1900 al 15 de junio de 1902. Dorzhiev en su obra Tres años en el Tíbet, informó que «circuló un folleto en el que sostenía que el zar ruso estaba a punto de cumplir el viejo mito mesiánico budista de Shambala al fundar un gran imperio budista.»
Dorzhiev creó una secuencia de comandos para escribir el idioma buriato, que llamó la secuencia de comandos Vagindra después de la versión en sánscrito de su nombre. En 1909, obtuvo el permiso del zar Nicolás II de Rusia, para construir un gran templo budista en San Petersburgo.

## El Tratado Tíbet-Mongolia de 1913
A principios de 1913, Agvan Dorzhiev y otros dos representantes tibetanos firmaron un tratado en Urga, proclamando el reconocimiento mutuo y su independencia de China. Sin embargo, la autoridad de Agvan Dorzhiev para firmar tal tratado siempre ha sido cuestionada por algunas autoridades. Según Charles Bell, diplomático británico que mantuvo una estrecha relación con el Dalai Lama, este le dijo que no autorizó a Dorzhiev a firmar ese tratado con Mongolia.
Algunos autores británicos, basándose en los comentarios de un diplomático tibetano algunos años más tarde, incluso han cuestionado la mera existencia del tratado, Pero los estudiosos de Mongolia en general son muy positivos de que exista. El texto mongol del tratado ha sido publicado, por ejemplo, por la Academia de Ciencias de Mongolia en 1982, dice John Snelling: «Aunque a veces se duda, este Tratado Tíbet-Mongolia ciertamente existió. Fue firmado el 29 de diciembre de 1912 (OS)[por el Calendario Juliano, es decir, el 8 de enero de 1913 por el Calendario Gregoriano que utilizamos] por Dorzhiev y dos tibetanos en nombre del Dalai Lama, y por dos mongoles en nombre del Jebtsundamba Khutukhtu». Luego cita el texto completo del tratado (en inglés) de la Oficina de Registros Públicos Británica: FO [Ministerio de Asuntos Exteriores] 371 1609 7144: George Buchanan a Edward Grey, San Petersburgo, fechado el 11 de febrero de 1913.
También en 1913, Dorzhiev fundó un manba datsan, un colegio de medicina, en el monasterio de Atsagat. Rápidamente se convirtió en un importante centro de medicina tibetana de la Buriatia.

## Después de la revolución rusa
Después de la revolución rusa, Dorzhiev fue arrestado y sentenciado a muerte, fue indultado por la intervención de amigos en San Petersburgo. El templo de la ciudad fue saqueado y sus documentos destruidos.
Como un medio para hacer las paces con el dramático cambio político, Dorzhiev no tardó en proponer la conversión de los monasterios en granjas colectivas. En 1926 los monasterios budistas de Buriatia fueron «nacionalizados»: La «responsabilidad de la gestión de los monasterios» fue transferida a colectivos de laicos y el clero fue privado de su poder. Esto condujo a mucha hostilidad, pero los monasterios permanecieron activos y la posición de las fuerzas reformistas se fortaleció de nuevo.
Dorzhiev trató de abogar para que las áreas mongolas de oirates como Tarbagatai, Ili y Altái fueran añadidas al estado mongol exterior por los soviéticos. Por temor a que China fuera provocada, esta propuesta de añadir el oirate Zungaria al nuevo estado mongol exterior fue rechazada por los soviéticos.
En agosto de 1927, dirigió una conferencia de médicos tibetanos en Atsagat, donde se propuso la creación de un instituto central para supervisar la producción y estandarización de remedios herbales tibetanos.
Logró coexistir con los comunistas durante la década de 1920, pero fue arrestado de nuevo por el NKVD durante la Gran Purga de Iósif Stalin el 13 de noviembre de 1937 y acusado de traición, preparación para un levantamiento armado y espionaje para los mongoles y japoneses. Murió bajo custodia policial, aunque aparentemente de un paro cardíaco, tras ser trasladado de su celda al hospital de la prisión el 29 de enero de 1938, a la edad de 85 años.
Fue enterrado en «un lugar secreto de entierro tradicional en el bosque cerca de Chelutai». La ubicación del cementerio únicamente se ha dado a conocer en los últimos años y algunas estimaciones indican que al menos 40.000 personas fueron enterradas allí, aunque Dorzhiev no fue rehabilitado oficialmente hasta el 14 de mayo de 1990, cuando el caso fue desestimado, «por falta de pruebas y ausencia de actividad delictiva».

## Propuesta de conexión con Gurdjieff
Rom Landau escribió un libro titulado God is My Adventure (Dios es mi aventura) que trata de una serie de figuras y movimientos religiosos contemporáneos, entre ellos el místico grecoarmenio George Gurdjieff. En él, especula que Gurdjieff, de quien se sabe que ha pasado tiempo en Asia central, y que se cree que ha estado involucrado en espionaje, no era otro que Agvan Dorzhiev (bajo el deletreo «Aghwan Dordjieff»). La afirmación ha sido criticada por algunos de los biógrafos de Gurdjieff, como Paul Beekman Taylor y James Moore, quienes argumentan que los dos hombres tenían una edad y apariencia diferentes.